# 新家
新家（しんけ）
1. 公家の格式の一つ。本項にて解説。
2. 1884年（明治17年）の華族令によって、華族になる資格を得て成立した家のこと。旧大名・旧公家を除いた家々のことであり、特に明治維新で活躍した元勲の家とその後の国家への功労によって華族に加えられた家を指す。新華族参照。

## 堂上の新家
新家（しんけ）とは、公家の家格の一つ。文禄・慶長年間以後に成立した家々（ほぼ江戸時代のそれと重なる）を指す。これに対してそれ以前からの家を旧家と呼ぶ。137家ある堂上家の中で68家（ただし、後述の広幡家・醍醐家を新家に含めるかどうかについては議論の余地がある）が新家に相当する。新家のほとんどが豊臣政権末期からの100年間、ほぼ後に17世紀と呼ばれる時期に設立されている。
堂上の新家の設立は特に江戸時代初期に集中する。これは当時の徳川幕府の対朝廷政策で御所（天皇・皇后・院などの住まい）が多数出来てしまったからである。一時的には霊元天皇の禁裏御所・後水尾法皇の法皇御所・東福門院（徳川和子）の女院御所・後西上皇の新院御所・明正上皇の本院御所などの五つ以上の御所が同時に存在することとなり、各御所に仕える公家が必要になった。従来の旧家の公家だけではこれらの需要を満たすことが出来ずにいたところ、朝廷への徳川幕府からの領地の加増があり、新しい公家の家を設立できる条件が整った。それゆえこの江戸初期に集中して、新家の設立が多く行われたものと思われる。
江戸幕府は禁中並公家諸法度などで統制する一方、朝廷自体の衰亡は征夷大将軍があくまでも朝廷に任命されている以上、望ましい状況ではなかった。また、朝廷統制の必要上、朝廷権力を摂関家に独占させるような体制作りをしたために、そこから排除された公家達から反幕府感情が生み出される危惧もあった。そこで本来ならば口減らしのために出家させるのが通例だった公家の嫡男以外の男子に家禄を授けて新しい家を興させ、こうした公家の不満をそらす一方で公家の減少を防いで朝廷運用に必要な最低限の人員を確保しようとする意図があった。南北朝～室町時代に断絶した家も多く、その家名の復活も図られた。
新家のほとんどが羽林家・名家・半家に属しており、旧家に比べて公卿に昇進しても非参議に終わる場合が多かった。特に寛延3年（1750年）に桜町上皇と一条兼香によって打ち出された官制改革（「官位御定」）によって、新家は原則として参議・納言並び議奏や武家伝奏などの要職には就けないことになった（改革以前に要職への昇進の前例・実績が存在する新家は規定の対象外であったが、それは天皇の外戚だった家などに限られた）。ただし、八条宮家から臣籍降下した広幡家（正親町源氏）と一条家（摂関家）から分家した醍醐家は、摂関家に次ぐ清華家に加えられ、広幡家から内大臣・醍醐家から左大臣にまで昇進した者もおり、他の新家との待遇の差は歴然としていた。このため、この両家を新家として一括りにしてもいいのかについては疑問視する説もある。また、新家・旧家の別も勅命により変更される場合もあり、桜町上皇が「官位御定」にもかかわらず息子・桃園天皇の母方である姉小路家（阿野家の分家）の厚遇を約束した矛盾を解消するために、桃園天皇が姉小路家は江戸時代成立の新家ではなく、中世に断絶した同名の姉小路家の祭祀を再興した旧家であると変更した例がある。
新家の知行を保証するのは江戸幕府であったため、新家の設立には幕府の了承が必要とされていた。元和以前に成立した新家は江戸幕府から地方知行（所領）を与えられていたが、元和以降になると切米知行（蔵米取りによる現物支給）を与えられるケースもあった。江戸時代には摂関家・清華家・大臣家・羽林家・名家・半家の格式とは別に旧家・地方知行の新家・切米知行の新家との間に格差があった。新家出身者が大納言・中納言（江戸時代の定員はそれぞれ10名ずつ）に昇進するのは困難で、就任できたとしても年齢も遅く、在任も短かった。特に切米知行の家ではその下の参議に昇進するにも厳しく、一番待遇の低かった30石3人扶持の新家（約30家存在した）のうち、西四辻家・入江家・桜井家・山井家・慈光寺家・澤家・錦織家・藤井家・錦小路家の9家は江戸時代を通じて非参議に留まった（なお、これには有職故実の蓄積があった旧家の方が役職を果たすのに優位であったという側面もある）。また、武家伝奏57名中、新家出身者は7名、同じく議奏就任者も148名中、44名に留まり、特に切米知行の家では議奏13名を輩出しているものの武家伝奏に昇進した例はなかった。その一方で、天皇や院と血縁関係にあったり、長く側近として務めていた者に対しては「朝恩」として、新家の出身者でも官位の昇進や幕府への働きかけを通じた切米知行から地方知行への切替などの厚遇を受けることがあった。そして、旧家・新家を問わず、子弟が取り立てられて新家を創設できるのも一種の「朝恩」であった。

## 地下の新家
一方、地下家の場合も新たに官位を授けられた者やその家のことを新家と呼んだ。一般に実務官僚たる地下は堂上よりも出入りが頻繁で、特に医療に関する専門知識や特殊技能が求められた典薬寮では、在野の医師が新たに官位を与えられて新家として地下家になる例が他の官職より多かったようである。